# Abraxas diluta
Abraxas diluta là một loài bướm đêm trong họ Geometridae.